# Якоб фон Клайст
Якоб фон Клайст (на немски: Jacob von Kleist; † 1546) е благородник от род Клайст от Померания.
Той е син на Петер фон Клайст († 1501) и съпругата му Барбара фон Тесен, дъщеря на
Лукас фон Тесен (* ок. 1435) и Анна фон Цитцевитц (* ок. 1440). Баща му е хауптман в Нойщетин, херцогски съветник и кюхенмайстер.

## Фамилия
Якоб фон Клайст се жени за Анна фон дер Остен-Волденбург (ок. 1500 – сл. 1584), дъщеря на рицар Евалд фон дер Остен (1445 – 1533) и фрайин София фон Малтцан-Пенцлин. Те имат три сина:
- Петер фон Клайст († 1571, убит), женен за София фон Белов; имат шест деца
- Евалд фон Клайст († ок. 1585), женен за Схоластика фон Мантойфел; имат дъщеря и син
- Перпетуа фон Клайст, омъжена за Бартоломеус фон Ферзен († 1574)
- София фон Клайст, омъжена за Ханс фон дем Борне († 1569)
- Барбара фон Клайст-Фитцов, омъжена за Карстен фон Хайдебрек († 1564)
- Доротея фон Клайст, неомъжена
- Вилхелм фон Клайст († декември 1605), господар в Белгард и Фитцов, женен 1570 г. за Барбара фон Камеке; имат два сина